# توم أديمي
توم أديمي (24 أكتوبر 1991 بميلتون كينز في المملكة المتحدة - ) (بالإنجليزية: Tom Adeyemi)‏ هو لاعب كرة قدم بريطاني في مركز الوسط. لعب مع أولدهام أثلتيك وبرادفورد سيتي وبرمنغهام سيتي وكارديف سيتي وليدز يونايتد ونادي برينتفورد ونورويتش سيتي.

## وصلات خارجية
- توم أديمي على موقع قاعدة بيانات كرة القدم.إي يو (الإنجليزية)
- توم أديمي على موقع Soccerbase.com (لاعب) (الإنجليزية)
- توم أديمي على موقع Soccerway.com (الإنجليزية)